# Botryllus humilis
Botryllus humilis är en sjöpungsart som beskrevs av Monniot 1988. Botryllus humilis ingår i släktet Botryllus och familjen Styelidae. Inga underarter finns listade.